# Aiphanes erinacea
Aiphanes erinacea är en enhjärtbladig växtart som först beskrevs av Gustav Karl Wilhelm Hermann Karsten, och fick sitt nu gällande namn av Hermann Wendland. Aiphanes erinacea ingår i släktet Aiphanes och familjen Arecaceae. Inga underarter finns listade i Catalogue of Life.